# American Service-Members' Protection Act
De American Service-Members' Protection Act (ASPA) ("Wet ter bescherming van Amerikaanse militairen"), door tegenstanders de The Hague Invasion Act ("Invasie van Den Haag-wet") genoemd, is een Amerikaanse federale wet, geïntroduceerd door Senator Jesse Helms als een amendement op de National Defense Authorization Act die in 2002 door het congres werd goedgekeurd. Het amendement is bedoeld om "Amerikaans militair personeel en andere verkozen of benoemde vertegenwoordigers van de Verenigde Staten van Amerika te beschermen tegen rechtsvervolging door een internationaal strafhof waarvan de VS geen deel uitmaken" en geeft de president de macht om "met alle mogelijke middelen de vrijlating van Amerikaans personeel te bewerkstelligen dat gevangen wordt gehouden door of op verzoek van het Internationaal Strafhof (in Den Haag)".
Het amendement poogt de positie van het Internationaal Strafhof in Den Haag te verzwakken doordat het de regering van de VS toelaat haar burgers te beschermen tegen uitlevering aan het Internationaal Strafhof. Ook staat het "elke vereiste actie" toe die nodig is om "VS-soldaten te bevrijden die onterecht aan het strafhof uitgeleverd werden". Men ging zelfs zo ver te zeggen dat de VS met deze wet een militaire invasie van Den Haag zouden kunnen organiseren om VS-burgers die daar eventueel vastgehouden worden, te ontzetten. Om deze reden wordt er door tegenstanders naar verwezen als de The Hague Invasion Act.
Federale, nationale en lokale overheden en instellingen (waaronder gerechtelijke instanties) worden er door het amendement van weerhouden het Strafhof te assisteren. Zodoende verbiedt het gerechtelijke instanties personen uit te leveren aan het Strafhof en verbiedt het deze instanties het Strafhof inzage te geven in (geheime) documenten met betrekking tot de nationale veiligheid. Het verbiedt Amerikaanse overheden verder om het Strafhof onderzoek te laten doen in de Verenigde Staten.
De wet beperkt ook alle militaire steun aan landen die het verdrag voor het Internationaal Strafhof goedkeurden; er werd hierbij wel uitzondering gemaakt voor NAVO-leden, "belangrijke bondgenoten buiten de NAVO" (zoals Australië, Israël, Taiwan en nog enkele landen), en landen die een akkoord sloten met de VS om VS-staatsburgers niet uit te leveren aan het Strafhof.

## Nederlandse reactie
Vanuit de Nederlandse overheid is altijd mild gereageerd op deze wetgeving die de Amerikaanse president zonder verdere tussenkomst van het Congres machtigt met geweld de soevereiniteit van het Nederlands grondgebied te schenden. De Nederlandse Europarlementariër Wim van de Camp stelde in juli 2009 als een van de weinigen de voorwaarde dat als Nederland personen zou opnemen die in Guantanamo Bay opgesloten zijn geweest, de omstreden 'The Hague Invasion Act' bij die onderhandelingen betrokken zou moeten worden.
Pieter Nouwen schreef een boek over de gevolgen voor Nederland wanneer het Internationaal Strafhof daadwerkelijk Amerikanen zou aanklagen en vastzetten, getiteld De Pias van het Pentagon.
Er is een actiegroep geweest, genaamd "Het Volksfront van Hogerhand", die in maart 2003 als "civiele defensiemacht" symbolische forten heeft gebouwd op het strand bij Scheveningen.